# Arita Koki
Koki Arita (有田 光希, sinh ngày 23 tháng 9 năm 1991) là một cầu thủ bóng đá người Nhật Bản.

## Thống kê sự nghiệp

### Câu lạc bộ
Cập nhật đến ngày 23 tháng 2 năm 2018.
| Câu lạc bộ          | Mùa giải            | Giải vô địch | Giải vô địch | Cúp Hoàng đế Nhật Bản | Cúp Hoàng đế Nhật Bản | J. League Cup | J. League Cup | Tổng    | Tổng      |
| Câu lạc bộ          | Mùa giải            | Số trận      | Bàn thắng    | Số trận               | Bàn thắng             | Số trận       | Bàn thắng     | Số trận | Bàn thắng |
| ------------------- | ------------------- | ------------ | ------------ | --------------------- | --------------------- | ------------- | ------------- | ------- | --------- |
| Vissel Kobe         | 2010                | 1            | 0            | 0                     | 0                     | 0             | 0             | 1       | 0         |
| Vissel Kobe         | 2011                | 10           | 0            | 0                     | 0                     | 1             | 0             | 11      | 0         |
| Ehime FC            | 2012                | 37           | 14           | 0                     | 0                     | -             | -             | 37      | 14        |
| Vissel Kobe         | 2013                | 9            | 2            | 1                     | 0                     | -             | -             | 10      | 2         |
| Kyoto Sanga         | 2014                | 15           | 1            | 1                     | 0                     | -             | -             | 16      | 1         |
| Kyoto Sanga         | 2015                | 37           | 5            | 2                     | 1                     | -             | -             | 38      | 6         |
| Kyoto Sanga         | 2016                | 31           | 5            | 1                     | 1                     | -             | -             | 32      | 6         |
| Ehime FC            | 2017                | 34           | 7            | 1                     | 1                     | -             | -             | 35      | 8         |
| Tổng cộng sự nghiệp | Tổng cộng sự nghiệp | 174          | 34           | 6                     | 3                     | 1             | 0             | 181     | 37        |